# 金伯利 (密蘇里州)
金伯利（英語：Kimberly）是位於美國密蘇里州蘭道夫縣的非建制地區。

## 歷史
金伯利的郵局於1900年設立，其後於1905年停運。

## 地理
金伯利所處的海拔為高於海平面261米（即856英呎），而該地所採用的時區為UTC-6，即北美中部時區（CST）。同時該地設有夏令時間，為UTC-6調快一小時，即UTC-5（CDT）。